# Odznaka „Za Zasługi dla Związku Socjalistycznej Młodzieży Polskiej”
Odznaka „Za Zasługi dla Związku Socjalistycznej Młodzieży Polskiej” – odznaczenie okresu PRL, ustanowione 29 czerwca 1977 przez Plenum Zarządu Głównego Związku Socjalistycznej Młodzieży Polskiej, jako wyróżnienie dla działaczy ZSMP i siostrzanych organizacji.

## Opis odznaki
Odznaka ma formę krzyża równoramiennego o zwężających się ramionach o wymiarach 30x30 mm, połączonych wieńcem z liści laurowych. Na awersie krzyż pokryty jest czerwoną emalią, jedynie obrzeże krzyża, wieniec i pierścień okalający tarczę pokryte są brązem, a sama tarcza o średnicy 15 mm emaliowana na biało. Na tarczy znajduje się logo ZSMP. Rewers nie emaliowany z napisem „NAUKA / PRACA / OJCZYZNA / SOCJALIZM”. Odznaka zawieszona jest na wstążce o szerokości 34 mm koloru ciemnozielonego, z biało-czerwonym paskiem o szerokości 8 mm, przebiegającym przez środek wstążki.